# Roswitha Sommer-Himmel
Roswitha Sommer-Himmel (* 1966) ist eine deutsche promovierte Sozialpädagogin.

## Leben
Roswitha Sommer-Himmel wurde 1966 geboren.
Sie absolvierte zunächst eine Ausbildung zur Erzieherin. Danach promovierte sie 2001 an der Otto-Friedrich-Universität Bamberg im Fach Pädagogik, genauer in Elementar- und Familienpädagogik. Im selben Jahr begann sie im Stadtjugendamt Erlangen zu arbeiten, dort waren die Kindertagesstätten ihr Schwerpunkt.
Als Professorin für Pädagogik in der Fakultät Sozialwissenschaft lehrt sie seit 2008 an der Evangelischen Hochschule Nürnberg. Die Studiengangsleitung betrifft Erziehung und Bildung im Kindesalter (B.A.). Ihre Arbeitsschwerpunkte liegen in der Frühpädagogik, dem frühkindlichen Lernen sowie der Weiterentwicklung von Kindertageseinrichtungen zu Familienzentren.
Von 2008 bis 2011 arbeitete sie an der Entwicklung und Implementierung von Qualitätsstandards für Familienzentren in Nürnberg. Im Rahmen einer erweiterten Vorstandschaft wirkte sie von 2009 bis 2011 bei der Bundesarbeitsgemeinschaft für Bildung und Erziehung im Kindesalter. 2014 bekam sie den Preis für „herausragende Lehre“ des Wirtschaftsministerium.
Roswitha Sommer-Himmel hat zwei Töchter.

## Mitgliedschaften
Roswitha Sommer-Himmel ist bzw. war Mitglied in folgenden Institutionen:
- 2013/2014: Expertin im DJI Kolloquium Professionalisierung im Arbeitsfeld
- 2013–2017: Mitglied des Vorstands der Bundesarbeitsgemeinschaft Bildung
- Vorstandsmitglied im Förderverein des Schulmuseum Nürnberg
- in der Stiftungsjury AWO Kreisverband Nürnberg:
- in der Kommission des Bayerischen Bildungs- und Erziehungsplans

## Werke
- „Lasst mich spielen“ – Die Bedeutung des Spiels in der frühen Kindheit, Nürnberg, Evangelische Hochschule Nürnberg, 2022.
- Forschendes Lernen am Beispiel des Lehr- und Lernformates „Praxisforschung“: Eine systematische Begegnung zwischen Theorie und Praxis, Nürnberg, Evangelische Hochschule Nürnberg, 2017.
- Akademisierung als Mehrwert in Kindertageseinrichtungen?, Nürnberg: Evangelische Hochschule Nürnberg 2016.
- Wohin bilden wir unsere Kinder? Eltern und Kita unter Druck – wenn Anforderungen und Erwartungshaltungen kollidieren, Nürnberg, Evangelische Hochschule Nürnberg, 2016.
- Wenn Großeltern (v)erziehen, Bamberg, 1998.